# Camponotus juliae
Camponotus juliae är en myrart som beskrevs av Carlo Emery 1903. Camponotus juliae ingår i släktet hästmyror, och familjen myror. Inga underarter finns listade.